# Szenegáli oroszlán

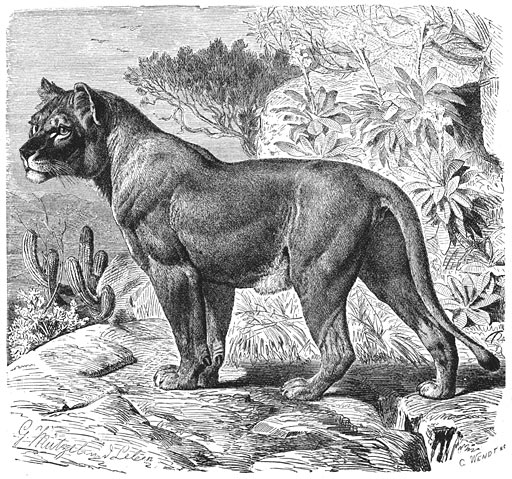
Bherm János rajza egy szenegáli nőstény oroszlánról

A szenegáli oroszlán (vagy nyugat-afrikai oroszlán) Panthera leo senegalensis (meyeri) az oroszlán egyik alfaja. Az oroszlánok alfajainak megkülönböztetése a méret, a hímek sörénye és az élőhely alapján történik. Ez utóbbira az ad lehetőséget, hogy a populációk meglehetős elszigeteltségben élnek, az oroszlán elterjedése nem folytonos. A különböző élőhelyeken hamar kialakulnak változatok. Törzsalaknak az oroszlánok között a berber oroszlánt tekintik, ehhez képest a szenegáli kisebb testméretű. Sörénye egyszínű, a nyakszirtnél és a nyak felső részén dús, lefelé folytonosan keskenyedik, míg alul hiányzik is.
A szenegáli oroszlán élőhelye Nyugat-Afrika, Szenegál környéke. A 20. század első felében még az északi szélesség 20°-tól kezdve egészen Afrika déli csücskéig elterjedt, és ezzel a legnagyobb elterjedésű és egyedszámú alfaj volt (A Pallas nagy lexikonának tanúsága szerint). Mára Szenegálban egyetlen szenegáli oroszlán sem maradt, csak a szintén a Szenegál folyó menti gambiai Szenegál Nemzeti Parkban található példányuk.